# Кернозенко, Вячеслав Сергеевич
Вячесла́в Серге́евич Керно́зенко (укр. Вячеслав Сергійович Кернозенко; род. 4 июня 1976, Гавана) — украинский футболист, вратарь, тренер вратарей ковалёвского «Колоса».

## Клубная карьера

### Ранние годы
Родился в столице Кубы — Гаване, где на то время работали его родители. В раннем возрасте Вячеслав с родителями вернулись на родину и стали жить в Киеве.
В семь лет Кернозенко попал в школу киевского «Динамо», где учился футболу в группе детей 1976 года рождения под руководством Александра Шпакова.

### «Динамо»
В 1993 году попал в профессиональную структуру «Динамо», но выступал лишь за «Динамо-2», в котором за 7 сезонов наиграл 168 матчей. Также три сезона провёл в «Динамо-3».
В 1997 году киевляне оформили чемпионство за 3 тура до финиша и главный тренер команды Валерий Лобановский в ничего не значащем матче против запорожского «Металлурга» дал молодым игрокам проявить себя. Среди дебютантов оказался и Кернозенко. Игра завершилась со счётом 0:0. С того момента Вячеслав стал твёрдым дублёром Александра Шовковского, но основным голкипером был только 1 раз — когда Шовковский получил травму колена. За это время сыграл в 18 матчах, но после восстановления основного голкипера снова уселся в запас.

### ЦСКА/«Арсенал»
Летом 2001 года, в межсезонье, президент «Динамо» Игорь Суркис предложил Кернозенко перейти в киевский ЦСКА, который впоследствии сменил название на «Арсенал». Уже через день после разговора с Суркисом Вячеслав приехал на базу ЦСКА и стал полноценным игроком «киевских армейцев».
Конкурентами Кернозенко в новом клубе стали Павел Блажаев, Роман Байрашевский и Николай Збарах, но Вячеслав легко выиграл у них конкуренцию, проведя все игры без замен включая чемпионат, кубок и еврокубки.
Сезон 2002/2003 «Арсенал» провёл сенсационно удачно. В том году киевляне боролись за бронзовые медали, но в концовке дали обойти себя конкурентам, но остались на достаточно неплохом 5-м месте, всё-же не дающем права играть в еврокубках.
Следующий сезон «Арсенал» провёл не столь удачным. В первом-же туре «канониры» проиграли дебютанту — кировоградской «Звезде». В первых пяти матчах киевляне 4 матча уступали, а выиграли лишь в дерби с «Оболонью». К тому-же у Кернозенко возник конфликт с главным тренером «Арсенала» Вячеславом Грозным, из-за которого Кернозенко перестал быть основным вратарём. В воротах «Арсенала» начал играть Игорь Бажан, а Кернозенко был вынужден даже провести несколько матчей за второлиговый «Арсенал-2», куда сам попросился, чтобы не оставаться без игровой практики.

### «Днепр»
Не имея игровой практики в Высшей лиге в 2003 году Вячеслав перебрался в днепропетровский «Днепр». где сразу-же выиграл конкуренцию у опытного Николая Медина. «Днепряне» боролись за высшие места в чемпионате, регулярно играли в еврокубках.
В сезоне 2005/2006 Вячеслав получил травму, из-за которой пропустил почти половину матчей команды. После восстановления вновь вернулся в ворота, где стабильно выступал до 2009 года.
10 сентября 2008 года на правах аренды перешёл в «Кривбасс», где за полгода провёл 6 матчей. По окончании аренды главный тренер криворожан Юрий Максимов заявил, что не будет рассчитывать на Кернозенко. 1 января 2010 году завершился контракт футболиста с «Днепром», который он не стал продлевать. После ухода из «Днепра» Вячеслав пребывал на просмотре в некоем клубе, но получил травму и принял решение завершить игровую карьеру и начать готовиться к тренерской работе.

## Карьера в сборной
В 1996—1997 годах провёл 8 матчей за молодёжную сборную Украины. С 1997 года вызывался в национальную команду, однако на поле не выходил. Дебютировал 31 мая 2000 года в товарищеском матче против сборной Англии в Лондоне. Провёл на поле 85 минут, пропустил 2 года и был заменён на Максима Левицкого. 2 сентября того-же года во второй раз вышел в матче за сборную — в квалификации чемпионата мира 2006 против Польши. При счёте 1:1 допустил ошибку, позволив Эммануэлю Олисадебе вывести поляков вперёд. На 57-й минуте парировал пенальти от Анджея Юсковяка, но перед этим пропустил ещё один гол. После этого матча Кернозенко надолго потерял место в воротах сборной.
В следующий раз Вячеслав был вызван в национальную команду лишь в 2005 году, а вышел на поле в 2006-м — против сборной Азербайджана. Весной 2008 года провёл свои последние 2 матча за сборную.

## Тренерская карьера
В мае 2010 года приступил к работе в ДЮФШ киевского «Динамо» в качестве тренера вратарей.
Летом 2011 года стал тренером вратарей в казахстанском клубе «Восток».
В июне 2012 года Кернозенко был назначен ассистентом тренера по работе с вратарями в «Севастополе».
В 2014 году стал тренером вратарей юношеской команды «Днепра». В 2017 году стал главным тренером юношей.
В 2017 году занял должность тренера вратарей ковалёвского «Колоса».
В 2019 году, работая в штабе главного тренера сборной Украины до 20 лет Александра Петракова, стал победителем молодёжного чемпионата мира

## Достижения

### Командные
«Динамо»
- Чемпион Украины (4): 1996/97, 1997/98, 1998/99, 1999/00
- Бронзовый призёр чемпионата Украины: 2003/04
- Обладатель Кубка Украины (3): 1997/98, 1998/99, 1999/00

«Динамо-2»
- Победитель Первой лиги Украины (3): 1998/99, 1999/00, 2000/01

«Днепр»
- Бронзовый призёр чемпионата Украины: 2003/04
- Финалист Кубка Украины: 2003/04
- Финалист Кубка Интертото: 2006

### Личные
- Вратарь года в Украине: 2007
- В списке 33-х лучших футболистов Украины: № 1 (2007), № 2 (2004), № 3 (2006)
- Член Клуба Евгения Рудакова: 113 матчей без пропущенных голов

### Награды
- Мастер спорта Украины: 1996
- Мастер спорта Украины международного класса: 2005
- Медаль «За труд и победу»: 2006[12]
- Заслуженный работник физической культуры и спорта Украины: 2019[13]